# Новиков, Павел Фёдорович

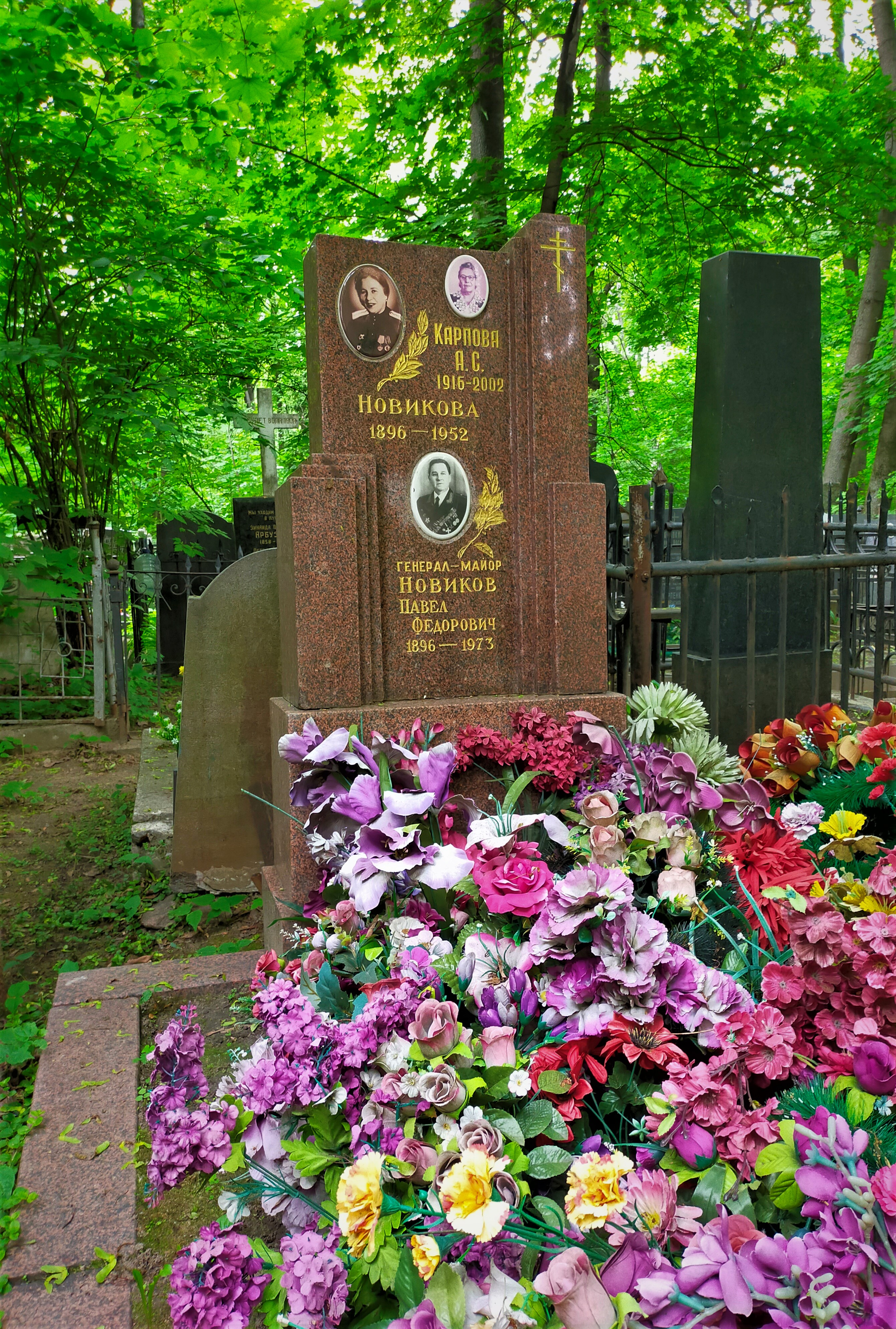
Могила П. Ф. Новикова на Введенском кладбище

Павел Фёдорович Новиков (1896—1973) — генерал-майор Советской Армии, участник Гражданской и Великой Отечественной войн.

## Биография
Павел Фёдорович Новиков родился 6 ноября 1896 года в селе Иваново (ныне — Фатежский район Курской области). В марте 1919 года поступил на службу в Рабоче-Крестьянскую Красную Армию. Участвовал в боях Гражданской войны. В июне 1932 года повторно был призван в Красную Армию. В 1935 году окончил командный факультет Военно-инженерной академии имени В. В. Куйбышева, после чего служил на командных должностях в различных инженерно-сапёрных частях.
С начала Великой Отечественной войны — на её фронтах. Участвовал в битве за Москву, выполняя специальные задания по возведению укреплённых оборонительных рубежей на подступах к столице. В 1942 году был назначен командиром 33-й инженерной бригады специального назначения. За короткое время Новиков превратил вверенное ему соединение в одно из лучших во всех инженерных войсках фронта. Под его руководством были достигнуты большие успехи в техническом и тактическом применении специальных инженерных заграждений. Бригада провела большую работу по усовершенствованию сложной техники — так, силами личного состава были разработаны новые образцы электростанций для электризации препятствий, управляемые осколочные и противотанковые мины и фугасы, а также целый ряд других усовершенствований, нашедших впоследствии широкое применение в инженерных войсках Советского Союза. Сапёры бригады Новикова успешно действовали в ходе боёв подо Ржевом, Погорелым Городищем, при освобождении Смоленской и Орловской областей, Белорусской ССР. На завершающем этапе войны Новиков командовал 22-й гвардейской моторизованной штурмовой инженерно-сапёрной бригадой Резерва Главного Командования. Во главе неё участвовал в освобождении Польши, боях в Германии, освобождении Чехословакии. Особенно бойцы его бригады отличились при строительстве переправ через реки Нейсе и Шпрее.
После окончания войны Новиков продолжал службу в Советской Армии. С февраля 1947 года возглавлял Ленинградское военно-инженерное училище. В сентябре 1957 года был уволен в запас.
Похоронен на Введенском кладбище в Москве.

## Память
- Улица в украинском городе Конотоп[1]

## Награды
- Орден Ленина (5 ноября 1954 года);
- 2 ордена Красного Знамени (2 апреля 1943 года, 15 ноября 1950 года);
- Орден Кутузова 2-й степени (25 мая 1945 года);
- Орден Отечественной войны 1-й степени (5 ноября 1943 года);
- Орден Красной Звезды (3 ноября 1944 года);
- Медали «За боевые заслуги» (21 февраля 1942 года), «За оборону Москвы», «За взятие Берлина», «За освобождение Праги» и другие;
- Орден «Virtuti Militari» 5-го класса (Польша);
- Орден «Крест Грюнвальда» 3-го класса (Польша);
- Польские медали «Победа и Свобода» и «За Одру, Нису и Балтику».